# NHKニュース10
『NHKニュース10』（エヌエイチケイ ニュース テン）は、2000年3月27日から2006年3月31日にかけて、NHK総合テレビジョン、BSハイビジョン、モバイル.nおよび海外向けのNHKワールド（NHKワールドTV、NHKワールド・プレミアム）の各チャンネルにおいて、生放送されていた報道番組である。BSハイビジョンでの放送は2000年12月1日から2005年3月25日まで。

## 概要
これまでNHKの夜間・深夜枠のニュースワイドは主に21時台の『NHKニュース9』と23時台の『NHKニュース11』の2つのニュース番組が存在していたが、テレビ朝日系列『ニュースステーション』（以下：『Nステ』）に対抗する形で上記2番組を統合し、1時間枠だった『NHKニュース7』も時間を縮小した上で、22時台にニュース番組を新設スタートした。構成はニュース・特集・スポーツニュースに加えて気象情報と市況を伝える。気象情報はCGを使用したカスタム仕様を採用した他、2002年3月までは全国の地域の話題を生中継で紹介するコーナーや海外ニュースをまとめて放送するコーナーがあった。
NHKが月-金曜の22時台に『Nステ』の対抗番組を作るという話は、NHK会長が川口幹夫であった時代から持ち上がっており、「久米宏（『Nステ』メインキャスター）の番組に対抗する報道番組を作ってほしい」という自民党の意向を受けた幹部から声が上がっていたが、自民党に迎合して人員や機材の物量で民放を圧倒するような真似を川口をはじめ複数の幹部が許さなかったため実現には至ってこなかった。その後1997年にNHK会長が川口から海老沢勝二に交代し、2000年春から当番組が始まったという経緯がある。
しかしながら視聴率は、開始当初から『Nステ』に大きく水をあけられており、毎年のようにリニューアルを繰り返した。ただし、重大な事件などが発生した場合に、視聴率が上回るケースもあった。対するテレビ朝日は2004年3月に『Nステ』を終了、4月に『報道ステーション』（古舘伊知郎が初代メインキャスターを担当）を開始させた。
最後の1年となった2005年度はリアルタイム字幕放送を実施していた。
2006年3月31日に最終回を迎える。本番組終了後、2006年4月3日から、1時間の大型ニュース番組としては21時台の放送へと移行し、ストレートニュースの『NHKニュース9』と統合する形で、新たに『ニュースウオッチ9』を開始。また、23:30 - 23:55に『スポーツ&ニュース』と題したニュース枠を新設した。
2012年度のみ、金曜日22:00 - 22:48に生放送の情報番組『情報LIVE ただイマ!』を編成し、本番組終了以来6年ぶりに生放送番組が編成された。2016年度からは月 - 木曜日の22:00 - 22:25に『クローズアップ現代+』を開始した。

## 放送時間
- 月曜日 - 金曜日 22:00 - 22:55（JST）

22:55 - 23:00は拠点局からエリア別のローカルニュース・気象情報（これとは別に、2001年度からは開始前の21:58から2分間、エリア別の気象情報の枠もあった）。
重要な事件・事故・災害がある場合は、随時放送時間を延長する。大体23:10までが全国放送（23:10 - 23:15がローカル）となる場合が多いが、大型の台風・2001年9月11日のアメリカ同時多発テロ事件・2002年9月の日朝首脳会談・2003年のイラク戦争・2004年の新潟県中越地震では、それよりも長い時間に渡って報道している。また23時台の番組を休止してローカルニュースを挟んだ2部形式で放送することもある。
BS2では、2000年5月3日に西鉄バスジャック事件の関連ニュース、2000年11月20日に第2次森内閣に対する不信任決議の中継、2002年10月01日に平成14年台風第21号関連ニュースに伴い放送された。
NHKワールドTVでは、火曜日から土曜日までの1:00 - 1:55までに再放送があった（2か国語放送は英語が主音声となり副音声は日本語となる）。
2004年8月のアテネオリンピック期間中や2006年2月のトリノオリンピック期間中は時差の関係で番組に内包する形で中継した競技があり、その時は番組開始時間の繰上げや放送時間の拡大・短縮の処置が取られた。
2004年2月11日には『第54回NHK紅白歌合戦』の再放送が16:50 - 18:40・19:30 - 21:45に編成された関係上『NHKニュース9』が休止となったのに伴い、同番組の時間を足した上で21:45から前倒し拡大で放送された。また、2005年2月11日にも『第55回NHK紅白歌合戦』の再放送が16:55 - 18:45・19:30 - 21:45に編成されたのに伴う特別編成により15分繰り上げ（21:45 - 22:40）て放送された。

## 出演者

### キャスター
| 期間                          | メインキャスター | メインキャスター | スポーツ   | 気象情報 | リポーター |
| 期間                          | 男性             | 女性             | スポーツ   | 気象情報 | リポーター |
| ----------------------------- | ---------------- | ---------------- | ---------- | -------- | ---------- |
| 2000年3月27日 - 2001年3月30日 | 堀尾正明         | 榎原美樹         | 藤井彩子   | 森本健成 | （不在）   |
| 2001年4月2日 - 2002年3月29日  | 堀尾正明         | 森田美由紀       | 藤井彩子   | 森本健成 | 榎原美樹   |
| 2002年4月1日 - 2004年3月26日  | 今井環           | 森田美由紀       | 有働由美子 | 高田斉   | 松尾剛     |
| 2004年3月29日 - 2005年3月25日 | 今井環 坂本朋彦  | 有働由美子       | 有働由美子 | 高田斉   | 鎌倉千秋   |
| 2005年3月28日 - 2006年3月31日 | 今井環 野村優夫  | 有働由美子       | 有働由美子 | 高田斉   | 鎌倉千秋   |

### 備考
- 榎原・今井はNHK報道局記者（当時）。気象キャスターは全員気象予報士。それ以外は出演当時の者も含めて全員NHKアナウンサー。
- 2000年度8月の堀尾の夏休みは内多勝康が代行。翌年以降、堀尾・今井のスタジオ不在時は代行を置かず、森田→有働が単独で進行。
- 榎原は2001年度からメインキャスターから海外ニュース担当キャスターに変更。しかし、自身の夏季休暇中にアメリカ同時多発テロが発生し、直後にはアフガニスタン侵攻なども立て続けに起こった事から、年度後半は事実上フィールドキャスターとして、日本を離れて各国で取材を行った[注釈 8]。
- 森本は出演当時NHKアナウンサーだったが、当番組には気象予報士として出演。2000年度はニュースコーナーも担当。
- 高田は2001年度まで気象ニュースのスタッフ、特に森本のアドバイザーとして参加。
- 有働は2004年度からメインキャスターとスポーツキャスターを兼務。それ以前にも、森田が欠席した際にはメインキャスターを複数回代行していた[注釈 9]。
- 鎌倉は気象情報の聞き手も担当、有働がスタジオ不在の場合はメインを代行。

## その他
2002年1月18日、NHK京都放送局で立てこもり事件が発生。『Nステ』では21時54分の番組冒頭からトップニュースで伝え、「犯人は現在も立てこもり中、動きがあり次第お伝えする」として次のニュースへ進行した。しかし、22時丁度に京都府警察が突入を開始。当番組がまさにその瞬間を生中継で伝え、『Nステ』としては遅れを取る格好となってしまった。その後、犯人確保の続報を伝えるも、久米が最後に「いやんなっちゃうなぁ〜、（当番組が始まる）10時丁度に突入するんだもん」とぼやく始末だった。
先述の通り、『第54回NHK紅白歌合戦』再放送から接続した2004年2月11日放送分では、冒頭で有働が勝敗発表を再現した上で「あれ〜1個も無い!」とおどけて見せた。
有働は久米のファンであり、学生時代は『Nステ』（有働が学生時代を過ごした関西地区では朝日放送〈現：朝日放送テレビ〉にネット）をよく視聴していた。